# Chris Holmsted Larsen
Chris Holmsted Larsen (født 1973 i Rudkøbing, Langeland), mag.art. og ph.d., er chefkonsulent ved Nationalt Center for Forebyggelse af Ekstremisme og før det postdoc-forsker ved Senter for Ekstremismeforskning ved Oslo Universitet. Chris Holmsted Larsen er også tidligere ekstern lektor i historie ved RUC. Han har tidligere været forskningsmedarbejder i PET-kommissionen og del af forskningsprojektet ”Komintern og de dansk-sovjetiske relationer”. Han arbejder i disse år med forskningsområder relateret til politisk ekstremisme, radikalisering og forebyggelse og han har bl.a. skrevet og bidraget til en række rapporter, kortlægninger, ekspertgrupper m.m.
Chris Holmsted Larsen var i 1990'erne selv en del af den autonome, yderligtgående venstrefløj.

## Priser og nomineringer
- Det Gyldne Grupperum - RUC's undervisningspris (2017)
- Arbejderhistorieprisen Arkiveret 28. august 2019 hos  Wayback Machine (2017)
- Nomineret til Årets Historiske Bog (2017)